# Antonio Sefer
Antonio Valentin Sefer (ur. 22 kwietnia 2000 w Gałaczu) – rumuński piłkarz grający na pozycji pomocnika w Maccabi Bene Rajna, reprezentant Rumunii w piłce nożnej.

## Kariera klubowa

### Początki
Wychowanek klubu z rodzinnego miasta – Oțelul Gałacz. Jako junior występował także w młodzieżowych zespołach U–19 oraz U–21 holenderskiego klubu FC Groningen.

### Rumunia
Pierwsze kroki w seniorskiej piłce stawiał w Oțelul Gałacz, który wówczas występował na drugim poziomie w Rumunii. 20 lutego 2019 roku został zawodnikiem klubu Rapid Bukareszt. W klubie ze stolicy Rumunii zaliczył ponad 130 meczów ligowych na poziomie pierwszej i drugiej ligi rumuńskiej. Wraz z Rapidem w sezonie 2021/22 awansował do najwyższej ligi w Rumunii.

### Izrael
1 lipca 2023 został wykupiony za kwotę 500 tysięcy euro przez klub występujący w najwyżej lidze Izraela – Hapoel Beer Szewa. W klubie z Beer Szewy w sezonach 2023/24 oraz 2024/25 występował w eliminacjach do Ligi Konferencji UEFA.

### Polska
23 stycznia 2025 został zawodnikiem Motoru Lublin, do którego dołączył na zasadzie wypożyczenia z opcją wykupu z Hapoelu Beer Szewa. 26 maja 2025 klub poinformował, że kontrakt z zawodnikiem nie zostanie przedłużony.

## Kariera reprezentacyjna
Zawodnik od najmłodszych lat powoływany do rumuńskich reprezentacji narodowych. Pierwsze powołania i mecze rozegrał w ramach reprezentacji Rumunii do lat 15. Występował także w kategoriach wiekowych U–16, U–17, U–18, U–19 oraz U–21.
W 2021 wraz z reprezentacją Rumunii wystąpił na Letnich Igrzyskach Olimpijskich w Tokio. Zagrał łącznie w pięciu meczach.
20 listopada 2022 zawodnik zadebiutował w pierwszej reprezentacji Rumunii w towarzyskim meczu przeciwko reprezentacji Mołdawii.